# قائمة الأوراق النقدية التذكارية في دول الأمريكتين
هذه قائمة بالأوراق النقدية التذكارية الصادرة من قارة أمريكا الجنوبية وقارة أمريكا الشمالية ومنطقة أمريكا الوسطى والبحر الكاريبي أو الدول التي يمكن أن تعرف بأنها ضمن هذه المناطق جغرافيا:

## الأرجنتين
أصدرت الورقة النقدية التذكارية التالية من دولة الأرجنتين :
| # | تاريخ الإصدار | مناسبة الإصدار            | الوصف | صورة العملة | القيمة    | المصادر |
| - | ------------- | ------------------------- | --- | ----------- | --------- | ------- |
| 1 | 1952          | إعلان الاستقلال الاقتصادي | ورقة نقدية تظهر في وجهها صورة لامرأة تحمل ميزانا تمثل العدل مع توشيح بعبارة لمناسبة الإصدار، أما في ظهر الورقة النقدية فتظهر صورة لمنزل توكومان التاريخي في مدينة سان ميغيل دي توكومان، وقد صدرت الورقة النقدية بأكثر من إصدار بتواقيع مختلفة، كذلك صدرت ورقة نقدية غير تذكارية تحمل نفس الصميم وبدون عبارة مناسبة إصدار الورقة التذكارية في سنة 1951. |             | بيزو واحد | [ 2 ]   |

## أروبا
لم تصدر أية ورقة نقدية تذكارية من أروبا.

## الأكوادور
لم تصدر أية ورقة نقدية تذكارية من عملة الأكوادور السوكري السابقة.

## أنتيغوا
تعتمد أنتيغوا عملة دولار شرق الكاريبي. (طالع: الأوراق التذكارية لعملة دولار شرق الكاريبي أدناه)

## جزر الأنتيل الهولندية
لم تصدر أية ورقة نقدية تذكارية من عملة جزر الأنتيل الهولندية الغيلدر السابقة.

## الأوروغواي
أصدرت الورقة النقدية التذكارية التالية من الأوروغواي:
| # | تاريخ الإصدار | مناسبة الإصدار                                           | الوصف | صورة الوجه | صورة العكس | القيمة  | المصادر |
| - | ------------- | -------------------------------------------------------- | --- | ---------- | ---------- | ------- | ------- |
| 1 | 2017          | الذكرى الخمسون لتأسيس بنك الأوروغواي المركزي (1967-2017) | ورقة نقدية من نوع بوليمر يمكن مشاهدة خريطة الأوروغواي من جانبي الورقة، يظهر في وجه الورقة عبارة بمناسبة الإصدار ورقم "50" تمتد من الرقم "0" خطوط باتجاهات شعاعية، أما في ظهر الورقة النقدية فتخطيط للوحة الرسام والتر ديلوتي والتي تحمل اسم "جدارية: بناء الميناء"، والتي رسمها سنة 2013. |            |            | 50 بيزو | [ 4 ]   |

## باراغواي
أصدرت الورقة النقدية التذكارية التالية من باراغواي:
| # | تاريخ الإصدار | مناسبة الإصدار                                         | الوصف | صورة الوجه | صورة العكس | القيمة       | المصادر |
| - | ------------- | ------------------------------------------------------ | --- | ---------- | ---------- | ------------ | ------- |
| 1 | 2002          | الذكرى الخمسون لتأسيس بنك باراغواي المركزي (1952-2002) | تظهر في وجه الورقة النقدية عبارة بمناسبة الإصدار مع صورة المارشال فرانسيسكو سولانو لوبيز الذي كان ثاني رئيس لباراغواي بين عامي 1862-1870، أما في ظهر الورقة النقدية فتظهر صورة البانثيون الوطني للأبطال في أسونسيون، وتصميم الورقة النقدية يشبه تصميم الأوراق النقدية المعتادة المتداولة من ذات الفئة النقدية لكن مع إضافة عبارة مناسبة الإصدار. |            |            | 1000 غواراني | [ 5 ]   |

## باربادوس
أصدرت الأوراق النقدية التذكارية التالية من باربادوس:
| # | تاريخ الإصدار  | مناسبة الإصدار                                                 | الوصف | صورة الوجه | صورة العكس | القيمة    | المصادر |
| - | -------------- | -------------------------------------------------------------- | --- | ---------- | ---------- | --------- | ------- |
| 1 | 1997           | الذكرى الخامسة والعشرون لتأسيس بنك بربادوس المركزي (1972-1997) | تظهر صورة غرانتلي هربرت آدامز في وجه الورقة النقدية مع شعار بربادوس وعبارة بمناسبة الإصدار، أما في ظهرها فتظهر صورة ميدان الأبطال الوطنيين (ميدان الطرف الأغر سابقا) في بريدج تاون، علما أن تصميم الورقة مشابهة للأوراق النقدية غير التذكارية المتداولة والصادرة منذ 1973 حتى 2012 لكن بدون عبارة مناسبة الإصدار. |            |            | 100 دولار | [ 6 ]   |
| 2 | 2002           | الذكرى الثلاثون لتأسيس بنك بربادوس المركزي (1972-2002)         | تظهر صورة فرانك وريل في وجه الورقة النقدية مع شعار بربادوس وعبارة بمناسبة الإصدار وتوشيح برقم "30" كبير في وسط الورقة النقدية، أما في ظهرها فتظهر صورة ميدان الأبطال الوطنيين (ميدان الطرف الأغر سابقا) في بريدج تاون، علما أن تصميم الورقة مشابهة للأوراق النقدية غير التذكارية المتداولة والصادرة منذ 1973 حتى 2012 لكن بدون عبارة مناسبة الإصدار ولا التوشيح.                                                                         |            |            | 5 دولارات | [ 7 ]   |
| 3 | 2 مايو 2012    | الذكرى الأربعون لتأسيس بنك بربادوس المركزي (1972-2012)         | تظهر صورة صموئيل جاكمان بريسكود في وجه الورقة النقدية مع شعار بربادوس وعبارة بمناسبة الإصدار وتوشيح برقم "40" في أسفل يسار الورقة النقدية، أما في ظهرها فتظهر صورة ميدان الأبطال الوطنيين (ميدان الطرف الأغر سابقا) في بريدج تاون وكذلك رقم "40" كبير ورقمي "1972-2012"، علما أن تصميم الورقة مشابهة للأوراق النقدية غير التذكارية المتداولة والصادرة منذ 1973 حتى 2012 لكن بدون عبارة مناسبة الإصدار ولا التوشيح ومع اختلاف في الألوان. |            |            | 20 دولارا | [ 8 ]   |
| 4 | 30 نوفمبر 2016 | الذكرى الخمسون لاستقلال بربادوس (1966-2016)                    | تظهر صورة إيرول بارو في وجه الورقة النقدية مع شعار وخريطة بربادوس وعبارة بمناسبة الإصدار وتوشيح برقم "50" في أعلى يمين الورقة النقدية، أما في ظهرها فتظهر صورة تمثال إيرول بارو وميدان الاستقلال في بريدج تاون، علما أن تصميم الورقة مشابهة للأوراق النقدية غير التذكارية المتداولة والصادرة منذ 2013 حتى 2019 لكن بدون عبارة مناسبة الإصدار ومع اختلاف في درجات الألوان.                                                                |            |            | 50 دولارا | [ 9 ]   |

## البرازيل
أصدرت الأوراق النقدية التذكارية التالية من البرازيل:
| # | تاريخ الإصدار              | مناسبة الإصدار                                          | الوصف | الصورة | القيمة      | المصادر       |
| - | -------------------------- | ------------------------------------------------------- | --- | ------ | ----------- | ------------- |
| 1 | 1972 (حسب العلامة المائية) | الذكرى المائة والخمسون على استقلال البرازيل (1822-1972) | أصدرت في الورقة النقدية عدة إصدارات تختلف في التواقيع، كذلك كان رقم تسلسل الأوراق النقدية الصادرة عامي 1972 و1974 يبدأ بالحرف (A) أما الأوراق النقدية الصادرة عامي 1979 و1980 فتبدأ بالحرف (B)، كذلك يظهر في وجه الورقة النقدية صورة لخمسة رجال يمثلون أعراق البرازيل المختلفة، أما في ظهر الورقة النقدية فتظهر خمسة خرائط للبرازيل تمثل مراحل اكتشاف وتطور البرازيل.                        |        | 500 كروزيرو | [ 10 ] [ 11 ] |
| 2 | 2000                       | الذكرى الخمسمائة لاكتشاف البرازيل                       | ورقة نقدية يظهر في وجهها صورة المستكشف البرتغالي بيدرو ألفاريز كابرال، أما في ظهر الورقة النقدية فتظهر صور لأشخاص مختلفة يمثلون أعراق البرازيل المختلفة مع عبارة "Brasil 1500-2000". وقد توفر الورقة النقدية بطبعتين فيها اختلاف بسيط في وجه العملة النقدية، إذ كتب اسم المستكشف البرتغالي بيدرو ألفاريز كابرال مرة "Pedro Á. Cabral" والأخرى "Pedro Álvares Cabral" ولكل إصدار له تسلسلاته. |        | 10 ريالات   | [ 12 ]        |

## برمودا
أصدرت الأوراق النقدية التذكارية التالية من برمودا:
| # | تاريخ الإصدار  | مناسبة الإصدار                                                         | الوصف | صورة الوجه | صورة العكس | القيمة     | المصادر |
| - | -------------- | ---------------------------------------------------------------------- | --- | ---------- | ---------- | ---------- | ------- |
| 1 | 12 أكتوبر 1992 | الذكرى الخمسمائة لوصول كريستوفر كولومبوس إلى العالم الجديد (1492-1992) | ورقة نقدية يظهر في وجهها صورة الملكة إليزابيث الثانية وصورة مبنى سلطة نقد برمودا (دار برنابي) وعبارة بمناسبة الإصدار، أما في ظهر الورقة النقدية فتظهر صورة غواصين يستطلعون حطام سفينة في قاع البحر مع خريطة برمودا، وتصميم الورقة النقدية يشبه الأوراق النقدية غير التذكارية من نفس الفئة.                                                          |            |            | 50 دولارا  | [ 13 ]  |
| 2 | 20 فبراير 1994 | الذكرى الخامسة والعشرون لتأسيس سلطة نقد برمودا                         | ورقة نقدية يظهر في وجهها صورة الملكة إليزابيث الثانية وزهور وفراشتان وعبارة بمناسبة الإصدار، أما في ظهر الورقة النقدية فتظهر صورة مبنى المجلس التشريعي في برمودا وصورة مبنى سلطة نقد برمودا (دار برنابي)، وتصميم الورقة النقدية يشبه الأوراق النقدية غير التذكارية من نفس الفئة.                                                                    |            |            | 100 دولارا | [ 14 ]  |
| 3 | 17 يناير 1997  | ذكرى افتتاح دار برنابي أو مبنى سلطة نقد برمودا.                        | ورقة نقدية يظهر في وجهها صورة الملكة إليزابيث الثانية وصورة مبنى سلطة نقد برمودا (دار برنابي) وعبارة بمناسبة الإصدار، أما في ظهر الورقة النقدية فتظهر صورة جسر سومرست الذي يربط جزيرة سومرست بالجزيرة الأكبر في جزر برمودا، وتصميم الورقة النقدية يشبه الأوراق النقدية غير التذكارية من نفس الفئة.                                                  |            |            | 20 دولارا  | [ 15 ]  |
| 4 | 2 يوليو 2003   | الذكرى الخمسون لتتويج الملكة إليزابيث الثانية (1953-2003)              | ورقة نقدية يظهر في وجهها صورة الملكة إليزابيث الثانية وصورة مبنى سلطة نقد برمودا (دار برنابي) وتاج مذهب وعبارة بمناسبة الإصدار، أما في ظهر الورقة النقدية فتظهر صورة غواصين يستطلعون حطام سفينة في قاع البحر مع خريطة برمودا وخريطة بربادوس، وتصميم الورقة النقدية يشبه الأوراق النقدية غير التذكارية من نفس الفئة التي أصدرت بين عامي 2000 و 2007. |            |            | 50 دولارا  | [ 16 ]  |

## بليز
أصدرت الورقة النقدية التذكارية التالية من بليز:
| # | تاريخ الإصدار | مناسبة الإصدار                                      | الوصف | صورة الوجه | صورة العكس | القيمة    | المصادر |
| - | ------------- | --------------------------------------------------- | --- | ---------- | ---------- | --------- | ------- |
| 1 | 1 يناير 2012  | الذكرى الثلاثون لتأسيس بنك بليز المركزي (1982-2012) | ورقة نقدية يظهر في وجهها صورة الملكة إليزابيث الثانية وصورة طائر وعبارة بمناسبة الإصدار، أما في ظهر الورقة النقدية فتظهر صورة طوقان وتابير وصورة مبنى بنك بليز المركزي، وتصميم الورقة النقدية يشبه تصميم الورقة المعتادة المتداولة من ذات الفئة مع اختلاف وجود صورة فهد في وجه الورقة النقدية وليس الطائر وصور مجموعة من الحيوانات وليس صورة مبنى بنك بليز المركزي. |            |            | 20 دولارا | [ 17 ]  |

## بنما
لم تصدر أية ورقة نقدية تذكارية من بنما، كما إنه لا تتداول عملة البالبوا البنمي إلا على شكل نقود معدنية، ولم تصدر من هذه العملة إلا إصدار ورقي واحد سنة 1941.

## جزر البهاما
أصدرت الورقة النقدية التذكارية التالية من جزر البهاما:
| # | تاريخ الإصدار | مناسبة الإصدار                                                             | الوصف | صورة الوجه | صورة العكس | القيمة     | المصادر |
| - | ------------- | -------------------------------------------------------------------------- | --- | ---------- | ---------- | ---------- | ------- |
| 1 | 1992          | الذكرى الخمسمائة لوصول كريستوفر كولومبوس إلى جزيرة سان سلفادور (1492-1992) | ورقة نقدية يظهر في وجهها صورة كريستوفر كولومبوس مع عبارة وشعار بمناسبة الإصدار يحتوي على صورة علمين لجزر البهاما، أما في ظهر الورقة النقدية فتظهر صور طيور نحام الكاريبي وحيوان إغوانا صخرية وطائري ببغاء من نوع أمازون كوبي وثلاثة من سفن كولومبوس وخريطة جزر البهاما. |            |            | دولار واحد | [ 19 ]  |

## بورتوريكو
لم تصدر أية ورقة نقدية تذكارية من عملات بورتوريكو السابقة.

## بوليفيا
أصدرت الورقة النقدية التذكارية التالية من بوليفيا:
| # | تاريخ الإصدار | مناسبة الإصدار                   | الوصف | صورة الوجه | صورة العكس | القيمة   | المصادر |
| - | ------------- | -------------------------------- | --- | ---------- | ---------- | -------- | ------- |
| 1 | 2025          | الذكرى المائتان لاستقلال بوليفيا | ورقة نقدية تظهر في وجهها صورة ثمانية من قادة استقلال بوليفيا، وفي الجانب الأيمن شريط أزرق تظهر صورة مجمة لطائر مقو، وفي ظهر الورقة النقدية تظهر صورة دار الحرية، وخوذة عامل المنجم، ورأس دار السك الوطنية، والصليب الأنديزي. كما توجد نافذة شفافة تحمل صورًا لنيفادو إيليماني، وسالار دي أويوني، والبوفيو (دولفين نهر بوليفيا).. |            |            | بلا قيمة | [ 21 ]  |

## البيرو
لم تصدر أية ورقة نقدية تذكارية من البيرو.

## ترينيداد وتوباغو
أصدرت الأوراق النقدية التذكارية التالية من ترينيداد وتوباغو:
| # | تاريخ الإصدار | مناسبة الإصدار                                                    | الوصف | صورة الوجه | صورة العكس | القيمة    | المصادر |
| - | ------------- | ----------------------------------------------------------------- | --- | ---------- | ---------- | --------- | ------- |
| 1 | 2009          | الذكرى الستون لتشكيل الكومنولث رسميا بموجب إعلان لندن (1949-2009) | تظهر في وجه الورقة النقدية صورة طائر الجنة الكبير وشعار ترينيداد وتوباغو، أما في ظهر الورقة النقدية فتظهر صور المركز الوطني للفنون وفندق "حياة" وناطحتي سحاب بنيتا بمناسبة قمة الأمريكتين لكنهما غير مأهولتين حاليا ولا غرض لهما وكذلك صورة منصة نفط بحرية، والتصميم يشبه تصميم الورقة النقدية غير التذكارية من ذات الفئة لكن مع إضافة عبارة سبب الإصدار حول شعار ترينيداد وتوباغو في وجه الورقة النقدية. |            |            | 100 دولار | [ 22 ]  |
| 2 | 2012          | الذكرى الخمسون لاستقلال ترينيداد وتوباغو (1962-2012)              | تظهر في وجه الورقة النقدية صورة طائر من نوع بروار متوج أحمر وشعار ترينيداد وتوباغو، أما في ظهر الورقة النقدية فتظهر صورة مبنى البنك المركزي في مجمع إريك ويليامز المالي والبيت الأحمر (أو مبنى البرلمان)، والتصميم يشبه تصميم الورقة النقدية غير التذكارية من ذات الفئة لكن مع إضافة عبارة سبب الإصدار حول شعار ترينيداد وتوباغو في وجه الورقة النقدية.                                                   |            |            | 50 دولارا | [ 23 ]  |
| 3 | 2014          | الذكرى الخمسون لتأسيس بنك ترينيداد وتوباغو المركزي (1964-2014)    | ورقة نقدية من نوع بوليمر تظهر في وجهها صورة طائر من نوع بروار متوج أحمر يمكن مشاهدته من جانبي الورقة وكذلك صورة وردة خطمي وشعار ترينيداد وتوباغو، أما في ظهر الورقة النقدية فتظهر صورة مبنى البنك المركزي في مجمع إريك ويليامز المالي وامرأة متنكرة بملابس ملونة في زي الكرنفال. |            |            | 50 دولارا | [ 24 ]  |

## تشيلي
لم تصدر أية ورقة نقدية تذكارية من تشيلي.

## جزر توركس وكايكوس
تعتمد جزر توركس وكايكوس الدولار الأمريكي في التداول.

## جامايكا
أصدرت الأوراق النقدية التذكارية التالية من دولة جامايكا:
| #  | تاريخ الإصدار | مناسبة الإصدار                                                                                         | الوصف | صورة الوجه | صورة العكس | القيمة     | المصادر |
| -- | ------------- | --- | --- | ---------- | ---------- | ---------- | ------- |
| 1  | 1970          | الذكرى الخامسة والعشرون للإعلان العاملي لحقوق الإنسان (1948-1973)                                      | تظهر في وجه الورقة النقدية صورة باول بوغل وطائر الطنان، أما في ظهر الورقة النقدية فتظهر صورة مجموعة من طلاب مدرسة إبتدائية يمثلون مختلف أعراق جامايكا مع عبارة في اليمين بمناسبة الإصدار، وهي تشبه تماما الورقة النقدية غير التذكارية الصادرة نفس العام ومن نفس الفئة النقدية لكن دون عبارة مناسبة الإصدار الموجودة في ظهر الورقة النقدية. |            |            | دولاران    | [ 26 ]  |
| 2  | 1978          | أصدار خاص لهواة جمع العملات بمناسبة الذكرى الخامسة والعشرين لتتويج الملكة إليزابيث الثانية (1953-1978) | ورقة نقدية تظهر في وجهها صورة ألكسندر بوستامانتي مع توشيح بمناسبة الإصدار، أما في ظهرها فتظهر صورة ميناء، والورقة النقدية تشبه إصدار عام 1970 حتى عام 1990 من ذات الفئة النقدية لكن مع توشيح. |            |            | دولار واحد | [ 29 ]  |
| 3  | 1978          | أصدار خاص لهواة جمع العملات بمناسبة الذكرى الخامسة والعشرين لتتويج الملكة إليزابيث الثانية (1953-1978) | تظهر في وجه الورقة النقدية صورة باول بوغل وطائر الطنان مع توشيح في اليمين بمناسبة الإصدار، أما في ظهر الورقة النقدية فتظهر صورة مجموعة من طلاب مدرسة إبتدائية يمثلون مختلف أعراق جامايكا، والورقة النقدية تشبه إصدار عام 1970 حتى عام 1993 من ذات الفئة النقدية لكن مع توشيح.                                                              |            |            | دولاران    | [ 31 ]  |
| 4  | 1978          | أصدار خاص لهواة جمع العملات بمناسبة الذكرى الخامسة والعشرين لتتويج الملكة إليزابيث الثانية (1953-1978) | ورقة نقدية تظهر في وجهها صورة نورمان مانلي مع توشيح بمناسبة الإصدار، أما في ظهرها فتظهر صورة مبنى البرلمان القديم (1872-1960)، والورقة النقدية تشبه إصدار عام 1970 حتى عام 1992 من ذات الفئة النقدية لكن مع توشيح. |            |            | 5 دولارات  | [ 34 ]  |
| 5  | 1978          | أصدار خاص لهواة جمع العملات بمناسبة الذكرى الخامسة والعشرين لتتويج الملكة إليزابيث الثانية (1953-1978) | ورقة نقدية تظهر في وجهها صورة جورج ويليام غوردون مع توشيح بمناسبة الإصدار، أما في ظهرها فتظهر صورة تعدين البوكسيت، والورقة النقدية تشبه إصدار عام 1970 حتى عام 1994 من ذات الفئة النقدية لكن مع توشيح. |            |            | 10 دولارات | [ 37 ]  |
| 6  | 1 أكتوبر 2010 | الذكرى الخمسون لتأسيس بنك جامايكا (1960-2010)                                                          | تظهر صورة صموئيل شارب في وجه الورقة النقدية مع توشيح بشعار بنك جامايكا وتاريخ (1960-2010)، أما في ظهر الورقة النقدية فتظهر صورة مبنى بنك جامايكا في كينغستون. |            |            | 50 دولارا  | [ 38 ]  |
| 7  | 6 أغسطس 2012  | اليوبيل الذهبي لاستقلال جامايكا (1962-2012)                                                            | تظهر صورة صموئيل شارب في وجه الورقة النقدية، أما في ظهر الورقة النقدية فتظهر صورة مجموعة من طلاب مدرسة إبتدائية يمثلون مختلف أعراق جامايكا. |            |            | 50 دولارا  | [ 39 ]  |
| 8  | 6 أغسطس 2012  | اليوبيل الذهبي لاستقلال جامايكا (1962-2012)                                                            | تظهر صورة دونالد سانغستر في وجه الورقة النقدية، أما في ظهر الورقة النقدية فتظهر صورة مجموعة من طلاب مدرسة إبتدائية يمثلون مختلف أعراق جامايكا. |            |            | 100 دولار  | [ 40 ]  |
| 9  | 6 أغسطس 2012  | اليوبيل الذهبي لاستقلال جامايكا (1962-2012)                                                            | تظهر صورة مربية المارون في وجه الورقة النقدية، أما في ظهر الورقة النقدية فتظهر صورة مجموعة من طلاب مدرسة إبتدائية يمثلون مختلف أعراق جامايكا. |            |            | 500 دولار  | [ 41 ]  |
| 10 | 6 أغسطس 2012  | اليوبيل الذهبي لاستقلال جامايكا (1962-2012)                                                            | تظهر صورة ميخائيل مانلي وفراشة في وجه الورقة النقدية، أما في ظهر الورقة النقدية فتظهر صورة مجموعة من طلاب مدرسة إبتدائية يمثلون مختلف أعراق جامايكا. |            |            | 1000 دولار | [ 42 ]  |
| 11 | 6 أغسطس 2012  | اليوبيل الذهبي لاستقلال جامايكا (1962-2012)                                                            | تظهر صورة هيو شيرر وفراشة في وجه الورقة النقدية، أما في ظهر الورقة النقدية فتظهر صورة مجموعة من طلاب مدرسة إبتدائية يمثلون مختلف أعراق جامايكا. |            |            | 5000 دولار | [ 43 ]  |
| 12 | 1 يونيو 2022  | الذكرى الستون لاستقلال جامايكا (1962-2022)                                                             | ورقة بوليمر تظهر في وجهها صورتي جورج ويليام غوردون وباول بوغل وكذلك يمكن مشاهدة صورتيهما من الجزء الشفاف في الورقة، أما في ظهر الورقة النقدية فتظهر صورة شاطئ في جامايكا. |            |            | 50 دولار   | [ 44 ]  |
| 13 | 1 يونيو 2022  | الذكرى الستون لاستقلال جامايكا (1962-2022)                                                             | ورقة بوليمر تظهر في وجهها صورة ماركوس غارفي وكذلك يمكن مشاهدة صورتيه من الجزء الشفاف في الورقة، أما في ظهر الورقة النقدية فتظهر صورة شلالات نهر دان. |            |            | 100 دولار  | [ 45 ]  |
| 14 | 1 يونيو 2022  | الذكرى الستون لاستقلال جامايكا (1962-2022)                                                             | ورقة بوليمر تظهر في وجهها صورتي مربية المارون وصموئيل شارب وكذلك يمكن مشاهدة صورتيهما من الجزء الشفاف في الورقة، أما في ظهر الورقة النقدية فتظهر صورة معالم من بورت رويال. |            |            | 500 دولار  | [ 46 ]  |
| 15 | 1 يونيو 2022  | الذكرى الستون لاستقلال جامايكا (1962-2022)                                                             | ورقة بوليمر تظهر في وجهها صورتي ألكسندر بوستامانتي ونورمان مانلي وكذلك يمكن مشاهدة صورتيهما من الجزء الشفاف في الورقة، أما في ظهر الورقة النقدية فتظهر صورة "بيت جامايكا" وهو مقر الحكومة. |            |            | 1000 دولار | [ 47 ]  |
| 16 | 1 يونيو 2022  | الذكرى الستون لاستقلال جامايكا (1962-2022)                                                             | ورقة بوليمر تظهر في وجهها صورتي ميخائيل مانلي وإدوارد سياغا وكذلك يمكن مشاهدة صورتيهما من الجزء الشفاف في الورقة، أما في ظهر الورقة النقدية فتظهر صورة مجموعة من طلاب مدرسة إبتدائية يمثلون مختلف أعراق جامايكا. |            |            | 2000 دولار | [ 48 ]  |
| 17 | 1 يونيو 2022  | الذكرى الستون لاستقلال جامايكا (1962-2022)                                                             | ورقة بوليمر تظهر في وجهها صورتي دونالد سانغستر وهيو شيرر وكذلك يمكن مشاهدة صورتيهما من الجزء الشفاف في الورقة، أما في ظهر الورقة النقدية فتظهر صورة طريق سيارات سريع. |            |            | 5000 دولار | [ 49 ]  |

## دومينيكا
تعتمد دومينيكا عملة دولار شرق الكاريبي. (طالع: الأوراق التذكارية لعملة دولار شرق الكاريبي أدناه)

## جمهورية الدومينيكان
أصدرت الأوراق النقدية التذكارية التالية من جمهورية الدومينيكان:
| #  | تاريخ الإصدار    | مناسبة الإصدار                                                               | الوصف | صورة الوجه | صورة العكس | القيمة         | المصادر |
| -- | ---------------- | ---------------------------------------------------------------------------- | --- | ---------- | ---------- | -------------- | ------- |
| 1  | 1956             | عام تروخيو "عام فاعل خير البلاد"                                             | ورقة نقدية تظهر في وجهها صورة رافائيل تروخيو مع عبارة "AÑO DEL BENEFACTOR DE LA PATRIA" في أعلى اليسار والتي تعني "عام فاعل خير البلاد". وقد أصدرت ورقة نقدية مطابقة في التصميم لكن من دون توشيح تذكاري عام 1958. |            |            | 20 بيزو أورو   | [ 51 ]  |
| 2  | 1977 و1978       | افتتاح مبنى جديد للبنك المركزي لجمهورية الدومنيكان                           | تظهر في وجه الورقة النقدية صورة مدخل دار سك العملة في سانتو دومينغو التي تعود للقرن السادس عشر، أما في ظهر الورقة النقدية فتظهر صورة المبنى الجديد للبنك المركزي لجمهورية الدومنيكان الذي افتتح في 15 أغسطس 1978. وقد أصدر من الورقة النقدية طبعتان بتواقيع مختلفة عامي 1977 و 1978، ويتوفر منها أوراق نماذج فقط. وتصميم الورقة يشبه تصميم ورقة نقدية غير تذكارية من ذات الفئة النقدية وأصدرت بين عامي 1977 و 1987 لكن بدون توشيح تذكاري.        |            |            | 100 بيزو أورو  | [ 53 ]  |
| 3  | 1977 و1978 و1981 | الذكرى الخامسة والعشرون لتأسيس البنك المركزي لجمهورية الدومنيكان (1947-1982) | تظهر في وجه الورقة النقدية صورة مدخل دار سك العملة في سانتو دومينغو التي تعود للقرن السادس عشر، أما في ظهر الورقة النقدية فتظهر صورة المبنى الجديد للبنك المركزي لجمهورية الدومنيكان مع توشيح "1947 أكتوبر 1982". وقد أصدر من الورقة النقدية طبعات بتواقيع مختلفة أعوام 1977 و 1978 و 1981، ويتوفر منها أوراق نماذج فقط. وتصميم الورقة يشبه تصميم ورقة نقدية غير تذكارية من ذات الفئة النقدية وأصدرت بين عامي 1977 و 1987 لكن بدون توشيح تذكاري. |            |            | 100 بيزو أورو  | [ 54 ]  |
| 4  | 1992             | الذكرى الخمسمائة لوصول كريستوفر كولومبوس إلى العالم الجديد (1492-1992)       | ورقة نقدية يظهر في وجهها صورة نصب مذبح الوطن مع توشيح بمناسبة الإصدار في يسار الورقة، أما في ظهرها فتظهر صورة بوابة الكونت |            |            | 20 بيزو أورو   | [ 55 ]  |
| 5  | 1992             | الذكرى الخمسمائة لوصول كريستوفر كولومبوس إلى العالم الجديد (1492-1992)       | ورقة نقدية تظهر في وجهها صورة كريستوفر كولومبوس، أما في ظهر الورقة النقدية فتظهر صورة منارة كولومبوس وثلاثة أشخاص وهم إسبانيان وآخر من السكان الأصليين يرفعان صليبًا، وكذلك صورة جزء من خريطة رسمها كولومبوس. |            |            | 500 بيزو أورو  | [ 56 ]  |
| 6  | 1992             | الذكرى الخمسمائة لوصول كريستوفر كولومبوس إلى العالم الجديد (1492-1992)       | ورقة نقدية تظهر في وجهها صورة المسرح الوطني مع توشيح بمناسبة الإصدار في يمين الورقة، أما في ظهرها فتظهر صورة قلعة سان فيليبي. وهي تحمل ذات تصميم ورقة نقدية غير تذكارية أصدرت بين عامي 1991 و 1994. |            |            | 500 بيزو أورو  | [ 58 ]  |
| 7  | 1992             | الذكرى الخمسمائة لوصول كريستوفر كولومبوس إلى العالم الجديد (1492-1992)       | تظهر صورة القصر الوطني في وجه الورقة النقدية مع توشيح بمناسبة الإصدار في يمين الورقة، أما في ظهر الورقة النقدية فتظهر صورة قصر كولومبوس، وهي تحمل ذات تصميم ورقة نقدية غير تذكارية أصدرت بين عامي 1991 و 1994. |            |            | 1000 بيزو أورو | [ 60 ]  |
| 8  | 1994             | الذكرى المائة والخمسون للدستور (1844-1994)                                   | ورقة نقدية تظهر في وجهها صورة خوان بابلو دوارتي مع توشيح بمناسبة الإصدار وصورة أعلام جمهورية الدومنيكان وكتاب يمثل الدستور، أما في ظهرها فتظهر صورة مصنع سكر عند مهر هاينا. وفي الأصل فإن هذه الورقة النقدية قد صدرت سابقا عام 1988، لكن أضيفت إليها التوشيح وصورة أعلام جمهورية الدومنيكان والكتاب الذي يمثل الدستور. |            |            | بيزو أورو واحد | [ 61 ]  |
| 9  | 2002             | الذكرى الخامسة والخمسون للبنك المركزي لجمهورية الدومينيكان                   | ورقة نقدية تظهر في وجهها صور فرانسيسكو ديل روساريو سانشيز وخوان بابلو دوارتي وماتياس رامون ميلا، أما في ظهرها فتظهر صورة بوابة الكونت، وهي تشبه من حيث التصميم الإصدار غير التذكاري من ذات الفئة الذي أصدر بين عامي 2001 و 2004. |            |            | 100 بيزو أورو  | [ 63 ]  |
| 10 | 2017             | الذكرى السبعون للبنك المركزي لجمهورية الدومينيكان                            | ورقة نقدية تظهر في وجهها صورتي سالومي أورينا وبيدرو إنريكث أورنيامع توشيح ذهبي بالرقم "70"، أما في ظهر الورقة النقدية فتظهر صورة مبنى البنك المركزي لجمهورية الدومنيكان، وتصميم الورقة النقدية يشبه من حيث التصميم الإصدار غير التذكاري من ذات الفئة الذي أصدر بين عامي 2014 و 2023 وكان يحمل توشيح ذهبي بالرقم "500" في وجه الورقة النقدية. |            |            | 500 بيزو       | [ 65 ]  |

## سانت فينسنت والغرينادين
تعتمد سانت فينسنت والغرينادين عملة دولار شرق الكاريبي. (طالع: الأوراق التذكارية لعملة دولار شرق الكاريبي أدناه)

## سانت كيتس ونيفيس
تعتمد سانت كيتس ونيفيس عملة دولار شرق الكاريبي. (طالع: الأوراق التذكارية لعملة دولار شرق الكاريبي أدناه)

## سانت لوسيا
تعتمد سانت لوسيا عملة دولار شرق الكاريبي. (طالع: الأوراق التذكارية لعملة دولار شرق الكاريبي أدناه)

## السلفادور
اصدرت ورقتان نقديتان تذكاريتان من عملة السلفادور الكولون السابقة.
| # | تاريخ الإصدار | مناسبة الإصدار                            | الوصف | صورة الوجه | صورة العكس | القيمة     | المصادر |
| - | ------------- | ----------------------------------------- | --- | ---------- | ---------- | ---------- | ------- |
| 1 | 20 يونيو 1967 | الذكرى المائتين لميلاد خوان سيميون كانياس | ورقة نقدية يظهر في وجهها صورة خوان سيميون كانياس وتاريخ 20 يونيو 1967، أما ظهرها فتوجد صورة كريستوفر كولومبوس وتوقيع وتاريخ، ويتوفر من الورقة النقدية أكثر من تاريخ مطبوع في ظهر الورقة النقدية، مثل 14 أكتوبر 1968 و25 سبتمبر 1969 وفيهما اختلاف في الألوان. |            |            | كولون واحد | [ 66 ]  |
| 2 | 20 يونيو 1967 | الذكرى المائتين لميلاد خوان سيميون كانياس | ورقة نقدية يظهر في وجهها صورة جمع من الناس وفيها خوان سيميون كانياس يحرر العبيد بتاريخ 31 ديسمبر 1823، أما ظهرها فتوجد صورة كريستوفر كولومبوس وتوقيع وتاريخ 14 أكتوبر 1968.                                                                                   |            |            | 5 كولونات  | [ 67 ]  |

## سورينام
أصدرت الورقة النقدية التذكارية التالية من دولة سورينام:
| # | تاريخ الإصدار | مناسبة الإصدار                                                 | الوصف | صورة الوجه | صورة العكس | القيمة    | المصادر |
| - | ------------- | -------------------------------------------------------------- | --- | ---------- | ---------- | --------- | ------- |
| 1 | 2012          | الذكرى الخامسة والخمسون لتأسيس بنك سورينام المركزي (1957-2012) | ورقة نقدية يظهر في وجهها صورة مبني بنك سورينام المركزي في باراماريبو وزهور الجهنمية الجرداء، أما في ظهر الورقة النقدية فتظهر صورة رجل يلقي خطابا أمام جمع من الجالسين وكذلك قائمة بأسماء رؤساء البنك المركزي ومدة خدمتهم في المنصب وكذلك بيان رسالة البنك. |            |            | 50 دولارا | [ 68 ]  |

## غرينادا
تعتمد غرينادا عملة دولار شرق الكاريبي. (طالع: الأوراق التذكارية لعملة دولار شرق الكاريبي أدناه)

## غواتيمالا
أصدرت الورقتان النقديتان التذكاريتان التاليتان من غواتيمالا.
| # | تاريخ الإصدار  | مناسبة الإصدار                                                              | الوصف | صورة الوجه | صورة العكس | القيمة     | المصادر |
| - | -------------- | --------------------------------------------------------------------------- | --- | ---------- | ---------- | ---------- | ------- |
| 1 | 27 مايو 2020   | الذكرى المائتان لاستقلال غواتيمالا (1821-2021)                              | ورقة نقدية تصميم وجهها طولي وتظهر فيه صورة حاكم غواتيمالا ماريانو جالفيز وصورة القصر الوطني في غواتيمالا ورقمي 1821 و 2021، أما في ظهر العملة النقدية فتصميمها عرضي وتظهر صورة طائر قتزال الذي سميت عملة غواتيمالا باسمه، وكذلك صورة رجال مجتمعين تمثل اجتماعهم لتوقيع قانون استقلال أمريكا الوسطى |            |            | 20 كتزال   | [ 69 ]  |
| 2 | 15 نوفمبر 2023 | الذكرى المئوية لعملة الكتزال (1924-2024)، فقد كانت العملة السابقة هي البيزو | ورقة نقدية تظهر في وجهها صورة طائر قتزال الذي سميت العملة باسمه وصورة خوسيه ماريا أوريانا رئيس جمهورية غواتيمالا السابع والذي استحدثت في عهده عملة الكتزال وصورة قطعة نقدية قيمتها كتزال واحد ورقمي 1924 و 2024، أما في ظهر العملة النقدية فتظهر صورة مبنى بنك غواتيمالا.                          |            |            | كتزال واحد | [ 70 ]  |

## غويانا
أصدرت الورقتان النقديتان التذكاريتان التاليتان من غويانا.
| # | تاريخ الإصدار | مناسبة الإصدار                                      | الوصف | صورة الوجه | صورة العكس | القيمة     | المصادر |
| - | ------------- | --------------------------------------------------- | --- | ---------- | ---------- | ---------- | ------- |
| 1 | 2016          | الذكرى الخمسون لاستقلال غويانا (1966-2016)          | ورقة نقدية يظهر في وجهها شعار وخريطة غويانا وكذلك عبارة بمناسبة الإصدار ورقم "50" معه صورة رأس نمر، أما في ظهر الورقة النقدية فتظهر صورة وردة فكتورية أمازونية والتي تمثل الوردة الوطنية لغويانا، وكذلك غصن شجرة وحمائم وخريطة وعلم غويانا.                                          |            |            | 50 دولارا  | [ 71 ]  |
| 2 | 2021          | الذكرى الخامسة والخمسون لاستقلال غويانا (1966-2021) | أول ورقة نقدية من نوع بوليمر تصدر في غويانا، يظهر في وجهها شعار وخريطة وألوان علم غويانا، أما في ظهر الورقة النقدية قتظهر صورة لستة أطفال يمثلون أعراق غويانا المختلفة وكذلك صورة وردة ونقش تقليدي يمثل شعب الواي واي، أما الجزء الشفاف من الورقة النقدية فيمكن ملاحظة صورة رأس نمر. |            |            | 2000 دولار | [ 72 ]  |

## فنزويلا
أصدرت الورقتان النقديتان التذكاريتان التاليتان من فنزويلا.

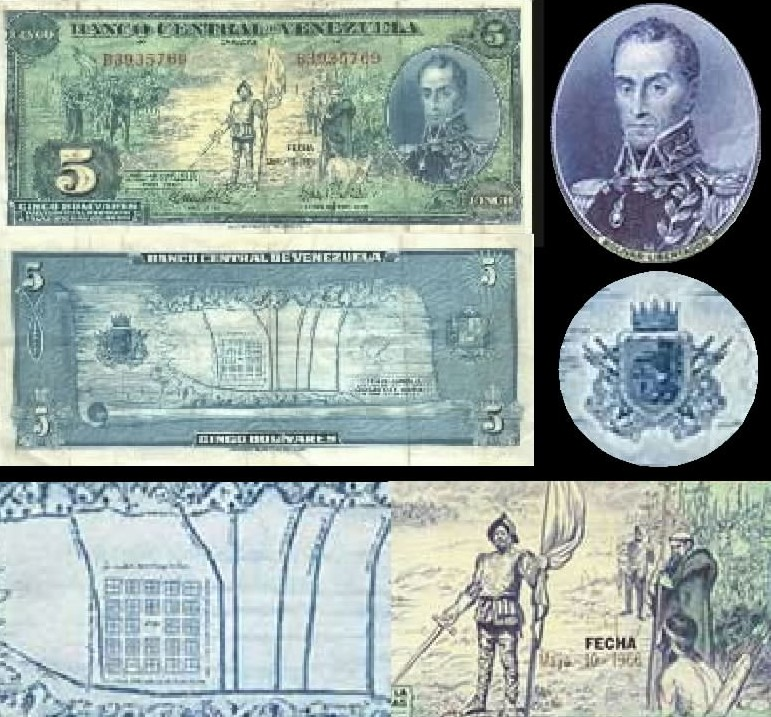
ورقة نقدية من فئة 5 بوليفارات.

| # | تاريخ الإصدار  | مناسبة الإصدار                                              | الوصف | صورة الوجه | صورة العكس | القيمة      | المصادر |
| - | -------------- | ----------------------------------------------------------- | --- | ---------- | ---------- | ----------- | ------- |
| 1 | 10 مايو 1966   | الذكرى الأربعمائة لتأسيس كاراكاس (1567-1967)                | ورقة نقدية يظهر في وجهها صورة سيمون بوليفار وكذلك مستوطنون وسكان أصليون يؤسسون كاراكاس، أما في ظهر الورقة النقدية فتظهر صورة مخطط قديم لمدينة تحمل اسم "سانتياغو دي ليون دي كاراكاس" والتي أسست بأمر من الحاكم خوان دي بيمنتل. |            |            | 5 بوليفارات | [ 73 ]  |
| 2 | 20 أكتوبر 1987 | الذكرى المائتين لميلاد القائد رافائيل أوردانيتا (1789-1989) | ورقة نقدية يظهر في وجهها صورة القائد رافائيل أوردانيتا أما في ظهرها فتظهر صورة لسفن تمثل معركة بحيرة ماراكايبو التي حدثت في 24 يوليو 1823.                                                                                     |            |            | 20 بوليفارا | [ 74 ]  |

## جزر فوكلاند
أصدرت الورقة النقدية التذكارية التالية من جزر فوكلاند:
| # | تاريخ الإصدار | مناسبة الإصدار                                                      | الوصف | صورة الوجه | صورة العكس | القيمة   | المصادر |
| - | ------------- | ------------------------------------------------------------------- | --- | ---------- | ---------- | -------- | ------- |
| 1 | 14 يونيو 1983 | الذكرى المائة والخمسون على الحكم البريطاني لجزر فوكلاند (1833-1983) | ورقة نقدية يغلب عليها اللون الأحمر تظهر في وجهها صورة الملكة إليزابيث الثانية وعبارة بمناسبة الإصدار، أما في ظهر الورقة النقدية فتظهر صورة كاتدرائية كنيسة المسيح في جزر فوكلاند وكذلك بيت الحكومة في جزر فوكلاند الواقعتان في مدينة ستانلي. وفي سنة 2005، صدرت ورقة نقدية غير تذكارية تحمل ذات التصميم لكن من دون عبارة ذكرى الإصدار. |            |            | 5 جنيهات | [ 76 ]  |

## جزر كايمان
أصدرت الأوراق النقدية التذكارية التالية من جزر كايمان:
| # | تاريخ الإصدار | مناسبة الإصدار                                                     | الوصف | صورة الوجه | صورة العكس | القيمة     | المصادر |
| - | ------------- | ------------------------------------------------------------------ | --- | ---------- | ---------- | ---------- | ------- |
| 1 | 2003          | الذكرى الخمسمائة لاكتشاف جزر كايمان (1503-2003)                    | ورقة نقدية تظهر في وجهها صورة الملكة إليزابيث الثانية، أما في ظهرها فتظهر صورة سمكة وشعاب مرجانية، وتصميم الورقة النقدية يشبه الأوراق النقدية المعتادة غير التذكارية لكن مع إضافة عبارة ونقش بالمناسبة في وجه الورقة النقدية |            |            | دولار واحد | [ 77 ]  |
| 2 | 2018          | الاحتفال بيوم الأبطال الوطني في سنة 2020                           | تظهر في وجه الورقة النقدية صورة الملكة إليزابيث الثانية وأسماك ونقش بمناسبة الإصدار، أما في ظهرها فتظهر صورة جرف صخري. |            |            | دولار واحد | [ 78 ]  |
| 3 | 2022          | الذكرى الخامسة والعشرون لتأسيس سلطة جزر كايمان النقدية (1997-2022) | تظهر في وجه الورقة النقدية صورة الملكة إليزابيث الثانية وقواقع، أما في ظهرها فتظهر صورة سلحفاة بحري وأسماك. |            |            | 25 دولار   | [ 79 ]  |
| 4 | 2022          | الذكرى الخامسة والعشرون لتأسيس سلطة جزر كايمان النقدية (1997-2022) | تظهر في وجه الورقة النقدية صورة الملكة إليزابيث الثانية وسمك الرقيطة، أما في ظهرها فتظهر صورة سمك رقيطة واحدة. |            |            | 50 دولار   | [ 80 ]  |
| 5 | 2022          | اليوبيل البلاتيني لحكم الملكة إليزابيث الثانية (1952-2022).        | تظهر في وجه الورقة النقدية صورة الملكة إليزابيث الثانية، أما في ظهرها فتظهر ثلاث صور للملكة في مراحل مختلفة من عمرها، وتمثل الصورة إلى اليمين زيارتها إلى جزر كايمان سنة 1983.                                               |            |            | 70 دولار   | [ 81 ]  |

## كندا
أصدرت الأوراق النقدية التذكارية التالية من دولة كندا:
| # | تاريخ الإصدار | مناسبة الإصدار                                                     | الوصف | صورة الوجه | صورة العكس | القيمة     | المصادر |
| - | ------------- | ------------------------------------------------------------------ | --- | ---------- | ---------- | ---------- | ------- |
| 1 | 6 مايو 1935   | ذكرى اليوبيل الفضي لاعتلاء جورج الخامس العرش.                      | النسخة الفرنسية من الورقة النقدية، تظهر في الوجه الأمامي من ورقة نقدية بقيمة 25 دولارًا. الصورتان لجورج الخامس على اليسار وماري تك على اليمين، وهي من نقش لويل فورد والنقاش الرئيسي إدوين جان من شركة شركة أمريكان بانك نوت. بينما يصور المشهد الموجود على الوجه الخلفي قلعة وندسور، المقر الرسمي للعائلة المالكة، من نقش للويس ديلموس من شركة أمريكان بانك نوت. |            |            | 25 دولارا  | [ 85 ]  |
| 2 | 6 مايو 1935   | ذكرى اليوبيل الفضي لاعتلاء جورج الخامس العرش.                      | النسخة الإنجليزية من الورقة النقدية، تظهر في الوجه الأمامي من ورقة نقدية بقيمة 25 دولارًا. الصورتان لجورج الخامس على اليسار وماري تك على اليمين، وهي من نقش لويل فورد والنقاش الرئيسي إدوين جان من شركة شركة أمريكان بانك نوت. بينما يصور المشهد الموجود على الوجه الخلفي قلعة وندسور، المقر الرسمي للعائلة المالكة، من نقش للويس ديلموس من شركة أمريكان بانك نوت. |            |            | 25 دولارا  | [ 86 ]  |
| 3 | 1967          | مرور قرن على تأسيس الاتحاد الكندي (1867-1967)                      | ورقة نقدية باللغتين الإنجليزية والفرنسية يظهر في وجهها صورة الملكة إليزابيث الثانية وفي ظهرها صورة أول مبنى لمجلس النواب في كندا في أوتاوا، كما تظهر عبارة بمناسبة الإصدار وهي باللغة الإنجليزية في أعلى وجه الورقة النقدية وفي أسفل الجانب الآخر بينما العبارة باللغة الفرنسية في أسفل وجه الورقة وأعلى ظهرها. كما أصدرت الورقة النقدية بطبعتين إحداها بطباعة الرقمين 1867 و 1967 مرتين عوضا عن الرقم التسلسلي أما الطبعة الأخرى فبرقم تسلسلي، وتصميم الورقة النقدية مشابهة للإصدارات السابقة المعتادة غير التذكارية من ذات الفئة النقدية. |            |            | دولار واحد | [ 87 ]  |
| 4 | 2015          | الملكة إليزابيث الثانية تصبح صاحبة أطول مدة حكم في تاريخ بريطانيا. | ورقة نقدية من نوع بوليمر باللغتين الإنجليزية والفرنسية يظهر في وجهها صورة الملكة إليزابيث الثانية وفي ظهرها صورة نصب فيمي الكندي الوطني التذكاري في فيمي في فرنسا والذي يخلد مشاركة كندا في معركة فيمي ريدج، وفي الورقة النقدية جزئين شفافين يمكن مشاهدة صورة الملكة إليزابيث الثانية وهي شابة من جانبي الورقة النقدية وكذلك الحال لصورة ورقة نبات القيقب. |            |            | 20 دولارا  | [ 88 ]  |
| 5 | 2017          | الذكرى المائة والخمسون لتأسيس كندا                                 | ورقة نقدية من نوع بوليمر يظهر في وجهها جون ماكدونالد أول رئيس وزراء في تاريخ كندا، وجورج إتيان كارتييه الذي كان عضوا في مجلس العموم، وأغنيس ماكفيل أول امرأة تصبح عضوًا في برلمان كندا، وجيمس غلادستون وهو أول شخص من هنود المعاهدة الذي يعين عضوا في مجلس الشيوخ الكندي، أما في ظهر الورقة النقدية تظهر معالم مختلفة وهي: من غرب كندا بحيرة كابيلانو جبال الشقيتين (أو الأختين أو التوأمتين أو الأسدين)؛ ومن مقاطعات سهوب البراري الكندية حقل قمح خارج ريجاينا، ساسكاتشوان؛ ومن وسط كندا نهر كيباوا وأشجار الدرع الكندي في حديقة دوبوميكان الوطنية؛ الساحل الصخري لرأس بونافيستا (شرق كندا)؛ ومن شمال كندا الأضواء الشمالية فوق حديقة جاموس الغابات الوطنية، كذلك يوجد جزء شفاف في الورقة يمكن مشاهدة شعار وعلم كندا وطائر البوم المحاط بالزهور وأوراق نبات القيقب |            |            | 10 دولارات | [ 89 ]  |

## كوبا
أصدرت الأوراق النقدية التذكارية التالية من كوبا:
| # | تاريخ الإصدار | مناسبة الإصدار                                                                                      | الوصف | صورة الوجه | صورة العكس | القيمة    | المصادر |
| - | ------------- | --------------------------------------------------------------------------------------------------- | --- | ---------- | ---------- | --------- | ------- |
| 1 | 1953          | الذكرى المائة لولادة خوسيه مارتي (1853-1953)                                                        | تظهر صورة خوسيه مارتي في وجه الورقة النقدية مع صورة تعبر عن بيان مونتكريستي، بينما تظهر صورة شعار وخريطة كوبا في ظهر الورقة النقدية. |            |            | بيزو واحد | [ 90 ]  |
| 2 | 1975          | الذكرى الخامسة عشر لتأميم المصارف والنمو الاقتصادي (1960-1975)                                      | تظهر صورة خوسيه مارتي في وجه الورقة النقدية، بينما تظهر صورة سفينة تحمل السكر من الميناء في ظهر الورقة النقدية. |            |            | بيزو واحد | [ 91 ]  |
| 3 | 1995          | الذكرى الخامسة والأربعون لبنك كوبا المركزي (1950-1995) والذكرى المائة لوفاة خوسيه مارتي (1895-1995) | تظهر في وجه الورقة النقدية صورة وعبارة بمناسبة الذكرى الخامسة والأربعون لبنك كوبا المركزي، أما في ظهر الورقة النقدية فتظهر صورة لمقتل خوسيه مارتي وهو يركب حصانا مع عبارة بمناسبة ذكرى وفاته. ويبدو أن الورقة النقدية غير متوفر منها سوى أوراق نموذج. |            |            | بيزو واحد | [ 92 ]  |
| 4 | 2000          | الذكرى الخامسة والأربعون لبنك كوبا المركزي (1950-2000)                                              | تظهر صورة كارلوس مانويل دي سيسبيدس في وجه الورقة النقدية، أما في ظهر الورقة النقدية فتظهر صورة تمثال خوسيه مارتي في هافانا، وتصميم الورقة النقدية يشبه تصميم الأوراق النقدية المعتادة غير التذكارية التي صدرت لاحقا من ذات الفئة النقدية.             |            |            | 100 بيزو  | [ 93 ]  |
| 5 | 2003          | الذكرى المائة والخمسون لولادة خوسيه مارتي (1853-2003)                                               | تظهر صورة خوسيه مارتي في وجه الورقة النقدية، بينما تظهر صورة منزله الذي ولد فيه في ظهر الورقة النقدية. |            |            | بيزو واحد | [ 94 ]  |
| 6 | 2003          | الذكرى الخمسون لحادثة الهجوم على ثكنة مونكادا (1953-2003)                                           | تظهر صورة كاميلو سيينفيغوس في وجه الورقة النقدية، بينما تظهر صورة تمثل الهجوم على ثكنة مونكادا في 26 يوليو 1953 في ظهر الورقة النقدية. |            |            | 20 بيزو   | [ 95 ]  |
| 7 | 2019          | الذكرى الخمسمائة على تأسيس مدينة هافانا في 26 نوفمبر 1519                                           | تظهر صورة إغناسيو أغرامنوتي في وجه الورقة النقدية، بينما تظهر صورة مبنى إل تمبليته في ظهر الورقة النقدية |            |            | 500 بيزو  | [ 96 ]  |

## كوستاريكا
أصدرت الأوراق النقدية التذكارية التالية من كوستاريكا:
| #  | تاريخ الإصدار  | مناسبة الإصدار                                                   | الوصف | صورة الوجه | صورة العكس | القيمة      | المصادر |
| -- | -------------- | ---------------------------------------------------------------- | --- | ---------- | ---------- | ----------- | ------- |
| 1  | 24 مايو 1971   | الذكرى المائة والخمسون لاستقلال كوستاريكا (1821-1971)            | ورقة نقدية يظهر في وجهها صورة رافاييل إغليسياس كاسترو ووردتين مع توشيح بمناسبة الإصدار، أما في ظهر الورقة النقدية فتظهر صورة لوحة للرسام الإيطالي ألياردو فيلا، وتصميم الورقة النقدية مشابه للورقة النقدية غير التذكارية المتداولة والتي صدرت بين عامي 1968-1992.                |            |            | 5 كولونات   | [ 98 ]  |
| 2  | 24 مايو 1971   | الذكرى المائة والخمسون لاستقلال كوستاريكا (1821-1971)            | ورقة نقدية تظهر في وجهها صورة رودريغو فاسيو برنس مع توشيح بمناسبة الإصدار، أما في ظهرها فتظهر صورة مبنى بنك كوستاريكا المركزي في سان خوسيه، وتصميم الورقة النقدية مشابه للورقة النقدية غير التذكارية المتداولة والتي صدرت عامي 1969 و 1970.                                      |            |            | 10 كولونات  | [ 100 ] |
| 3  | 24 مايو 1971   | الذكرى المائة والخمسون لاستقلال كوستاريكا (1821-1971)            | ورقة نقدية تظهر في وجهها صورة ريكاردو فرنانديز غارديا مع توشيح بمناسبة الإصدار، أما في ظهرها فتظهر صورة مبنى المكتبة الوطنية في سان خوسيه، وتصميم الورقة النقدية مشابه للورقة النقدية غير التذكارية المتداولة والتي صدرت بين عامي 1965 و 1970.                                   |            |            | 50 كولون    | [ 101 ] |
| 4  | 24 مايو 1971   | الذكرى المائة والخمسون لاستقلال كوستاريكا (1821-1971)            | ورقة نقدية تظهر في وجهها صورة ريكاردو خيمينيز أوريمونو مع توشيح بمناسبة الإصدار، أما في ظهرها فتظهر صورة مبنى المحكمة العليا في سان خوسيه، وتصميم الورقة النقدية مشابه للورقة النقدية غير التذكارية المتداولة والتي صدرت بين عامي 1969-1977.                                     |            |            | 100 كولون   | [ 102 ] |
| 5  | 24 مايو 1971   | الذكرى المائة والخمسون لاستقلال كوستاريكا (1821-1971)            | ورقة نقدية تظهر في وجهها صورة مانويل ماريا غوتيريز مع توشيح بمناسبة الإصدار، أما في ظهرها فتظهر صورة مبنى المسرح الوطني في سان خوسيه، وتصميم الورقة النقدية مشابه للورقة النقدية غير التذكارية المتداولة والتي صدرت بين عامي 1951-1977.                                          |            |            | 500 كولون   | [ 104 ] |
| 6  | 24 مايو 1971   | الذكرى المائة والخمسون لاستقلال كوستاريكا (1821-1971)            | ورقة نقدية تظهر في وجهها صورة خوليو بينيا موروا (بالإسبانية: Julio Peña Morúa) مع توشيح بمناسبة الإصدار، أما في ظهرها فتظهر صورة البنك المركزي والبنك الوطني في سان خوسيه، وتصميم الورقة النقدية مشابه للورقة النقدية غير التذكارية المتداولة والتي صدرت بين عامي 1952-1974.     |            |            | 1000 كولون  | [ 106 ] |
| 7  | 20 مارس 1975   | الذكرى الخامسة والعشرون لتأسيس بنك كوستاريكا المركزي (1950-1975) | ورقة نقدية يظهر في وجهها صورة رافاييل إغليسياس كاسترو ووردتين مع توشيح بمناسبة الإصدار، أما في ظهر الورقة النقدية فتظهر صورة لوحة للرسام الإيطالي ألياردو فيلا، وتصميم الورقة النقدية مشابه للورقة النقدية غير التذكارية المتداولة والتي صدرت بين عامي 1968-1992.                |            |            | 5 كولونات   | [ 107 ] |
| 8  | 1978-1986      | الذكرى المئوية لبنك كوستاريكا (1877-1977)                        | ورقة نقدية تظهر في وجهها صورة غاسبر أورتونو إي أورس (بالإسبانية: Gaspar Ortuño y Ors)، أما في ظهر الورقة النقدية فتظهر صورة مبنى بنك كوستاريكا مع عبارة بمناسبة الإصدار، والتصميم مشابه لإصدارات لاحقة من سنة 1987 إلى 1993 لكن مع تغيير عبارة مناسبة الإصدار وتغيير في الألوان. |            |            | 50 كولون    | [ 110 ] |
| 9  | 6 يوليو 1994   | الذكرى الخمسون لتأسيس بنك كوستاريكا المركزي في سنة 2000          | ورقة نقدية تظهر في وجهها صورة مانويل ماريا غوتيريز مع توشيح برقم "50" بمناسبة الإصدار، أما في ظهرها فتظهر صورة مبنى المسرح الوطني في سان خوسيه، وتصميم الورقة النقدية مشابه للورقة النقدية غير التذكارية المتداولة والتي صدرت بين عامي 1987-1994.                                |            |            | 500 كولون   | [ 113 ] |
| 10 | 23 سبتمبر 1998 | الذكرى الخمسون لتأسيس بنك كوستاريكا المركزي في سنة 2000          | ورقة نقدية تظهر في وجهها صورة توماس سولي غويل مع توشيح برقم "50" بمناسبة الإصدار، أما في ظهرها فتظهر صورة مبنى مؤسسة التأمين الوطنية في سان خوسيه، وتصميم الورقة النقدية مشابه للورقة النقدية غير التذكارية المتداولة والتي صدرت بين عامي 1975-2005.                             |            |            | 1000 كولون  | [ 118 ] |
| 11 | 30 يوليو 1997  | الذكرى الخمسون لتأسيس بنك كوستاريكا المركزي في سنة 2000          | ورقة نقدية تظهر في وجهها صورة كلودوميرو بيكادو تويت مع توشيح برقم "50" بمناسبة الإصدار، أما في ظهرها فتظهر صورة قرش أبو مطرقة العظيم وحوت دولفين، وتصميم الورقة النقدية مشابه للورقة النقدية غير التذكارية المتداولة والتي صدرت بين عامي 1997-2005.                              |            |            | 2000 كولون  | [ 120 ] |
| 12 | 30 يوليو 1997  | الذكرى الخمسون لتأسيس بنك كوستاريكا المركزي في سنة 2000          | ورقة نقدية تظهر في وجهها صورة إيما جامبوا ألفارادو وبراكين كوستاريكا, مع توشيح برقم "50" بمناسبة الإصدار، أما في ظهرها فتظهر صورة البوما، وتصميم الورقة النقدية مشابه للورقة النقدية غير التذكارية المتداولة والتي صدرت بين عامي 1997-2007.                                      |            |            | 10000 كولون | [ 122 ] |
| 13 | 24 فبراير 1999 | الذكرى الخمسون لتأسيس بنك كوستاريكا المركزي في سنة 2000          | ورقة نقدية تظهر في وجهها صورة صنم تراثي مع توشيح برقم "50" بمناسبة الإصدار، أما في ظهرها فتظهر صورة بعض حيوانات كوستاريكا، وتصميم الورقة النقدية مشابه للورقة النقدية غير التذكارية المتداولة والتي صدرت بين عامي 1996-2005.                                                     |            |            | 5000 كولون  | [ 124 ] |

## كولومبيا
أصدرت الأوراق النقدية التذكارية التالية من كولومبيا:
| # | تاريخ الإصدار | مناسبة الإصدار                                                   | الوصف | صورة الوجه | صورة العكس | القيمة                          | المصادر |
| - | ------------- | ---------------------------------------------------------------- | --- | ---------- | ---------- | ------------------------------- | ------- |
| 1 | 6 أغسطس 1938  | الذكرى الأربعمائة لتأسيس بوغوتا                                  | ورقة نقدية يظهر في وجهها صورة غونزالو خيمينيز دي كيسادا محاط بملاكين، أما في ظهر الورقة النقدية فتظهر صورة فيها جمع من الناس للتعبير عن تأسيس بوغوتا. |            |            | بيزو أورو واحد                  | [ 125 ] |
| 2 | 5 أغسطس 1986  | الذكرى المئوية لدستور كولومبيا (1886-1986)                       | ورقة نقدية يظهر في وجهها صورة الرئيس السابق رافاييل نونيز وصورة لورقتين تمثلان دستور كولومبيا، وفي ظهر الورقة النقدية صورة الرئيس السابق ميغيل أنطونيو كارو، وقد صدر من الورقة النقدية عدة طبعات لاحقة في سنوات 1987 و 1988 و 1990 و 1992 و 1993 وطبعتين سنة 1994 سرق من الطبعة الأولى منها 2200000 ورقة نقدية وطبعة اخيرة سنة 1995. |            |            | 5000 بيزو أورو                  | [ 130 ] |
| 3 | 1992          | الذكرى الخمسمائة لرحلة كريستوفر كولومبوس الاستكشافية (1492-1992) | ورقة نقدية يظهر في وجهها صورة بنت من شعب الإمبيرا الذي يقطن في إدارة فالي ديل كاوكا، أما في ظهر الورقة النقدية فتظهر صور لطيور متوطنة في كولومبيا وخريطة العالم لفالدسيمولير من سنة 1507، وقد أصدرت من ذات الورقة النقدية أوراق نقدية بالعملة الجديدة (البيزو) سنتي 1993 و 1994.                                                     |            |            | 10000 بيزو أورو (ثم 10000 بيزو) | [ 132 ] |
| 4 | 1995 حتى 2014 | الذكرى المائتين لميلاد بوليكاربا سالاوريتا                       | ورقة نقدية يظهر في وجهها صورة بوليكاربا سالاوريتا وفي ظهر الورقة النقدية تظهر صورة لقرية غادواس، وقد صدر من العملة النقدية عدة طبعات بتواريخ مختلفة حتى عام 2014. |            |            | 10000 بيزو                      | [ 134 ] |

## المكسيك
أصدرت الأوراق النقدية التذكارية التالية من دولة المكسيك:
| #  | تاريخ الإصدار  | مناسبة الإصدار                                                             | الوصف | صورة الوجه | صورة العكس | القيمة   | المصادر |
| -- | -------------- | -------------------------------------------------------------------------- | --- | ---------- | ---------- | -------- | ------- |
| 1  | 1910           | الذكرى المئوية لاستقلال المكسيك (1810-1910)                                | تظهر في وجه العملة النقدية صورة ثلاثة نساء إحداهن تشير إلى العدل وأخرى تمثل يوثينيا التي توصف بأنها إلهة الإزدهار، أما ظهر الورقة النقدية فهو ملون بألوان علم المكسيك مع صورة قبعة فريجية محاطة بعبارة بمناسبة الإصدار، والورقة من إصدار بنك مينيرو (بالإسبانية: Banco Minero) والتي تعني "بنك عامل المناجم"، وهو مصرف تجاري. |            |            | 5 بيزو   | [ 135 ] |
| 2  | 1910           | الذكرى المئوية لاستقلال المكسيك (1810-1910)                                | تظهر في وجه العملة النقدية صورة مبنى بنك مينيرو وكذلك صورة امرأة تمثل أثينا التي توصف بأنها إلهة الحكمة والقوة وإلهة الحرب وحامية المدينة، أما ظهر الورقة النقدية فهو ملون بألوان علم المكسيك مع صورة قبعة فريجية محاطة بعبارة بمناسبة الإصدار، والورقة من إصدار بنك مينيرو (بالإسبانية: Banco Minero) والتي تعني "بنك عامل المناجم"، وهو مصرف تجاري. |            |            | 10 بيزو  | [ 139 ] |
| 3  | 25 أغسطس 2000  | الذكرى الخامسة والسبعون لتأسيس بنك المكسيك (25 أغسطس 1925 - 25 أغسطس 2000) | تظهر صورة بينيتو خواريز في وجه الورقة النقدية مع شعار المكسيك وعبارة بمناسبة الإصدار، أما في ظهر الورقة التذكارية فتظهر صورة نصب بينيتو خواريز نصف الدائري. وقد أصدرت الورقة التذكارية بأكثر من إصدار بتواقيع مختلفة، كما أن تصميم الورقة يشبه تصميم الأوراق النقدية المعتادة غير التذكارية من ذات الفئة النقدية والتي أصدرت بين عامي 1994 إلى 2006 لكن من دون عبارة مناسبة الإصدار.                                                                                      |            |            | 20 بيزو  | [ 142 ] |
| 4  | 25 أغسطس 2000  | الذكرى الخامسة والسبعون لتأسيس بنك المكسيك (25 أغسطس 1925 - 25 أغسطس 2000) | تظهر صورة خوسيه ماريا موريلوس في وجه الورقة النقدية مع شعار وعبارة بمناسبة الإصدار، أما في ظهر الورقة التذكارية فتظهر صورة قناعين تراثية وفراشات من نوع الفراشات الملكية وصورة صياد سمك في قاربه. وقد أصدرت الورقة التذكارية بأكثر من إصدار بتواقيع مختلفة، كما أن تصميم الورقة يشبه تصميم الأوراق النقدية المعتادة غير التذكارية من ذات الفئة النقدية والتي أصدرت بين عامي 1994 إلى 2006 لكن من دون عبارة مناسبة الإصدار.                                                |            |            | 50 بيزو  | [ 145 ] |
| 5  | 25 أغسطس 2000  | الذكرى الخامسة والسبعون لتأسيس بنك المكسيك (25 أغسطس 1925 - 25 أغسطس 2000) | تظهر صورة نيزاهوالكويوتل في وجه الورقة النقدية مع عبارة بمناسبة الإصدار، أما في ظهر الورقة التذكارية فتظهر صورة صنم زوشيبيللي. وقد أصدرت الورقة التذكارية بأكثر من إصدار بتواقيع مختلفة، كما أن تصميم الورقة يشبه تصميم الأوراق النقدية المعتادة غير التذكارية من ذات الفئة النقدية والتي أصدرت بين عامي 1994 إلى 2009 لكن من دون عبارة مناسبة الإصدار. |            |            | 100 بيزو | [ 148 ] |
| 6  | 25 أغسطس 2000  | الذكرى الخامسة والسبعون لتأسيس بنك المكسيك (25 أغسطس 1925 - 25 أغسطس 2000) | تظهر صورة خوانا إينيس دي لا كروث وكتب ومحبرة في وجه الورقة النقدية مع عبارة بمناسبة الإصدار، أما في ظهر الورقة التذكارية فتظهر صورة معبد القديس جيروم. وقد أصدرت الورقة التذكارية بأكثر من إصدار بتواقيع مختلفة، كما أن تصميم الورقة يشبه تصميم الأوراق النقدية المعتادة غير التذكارية من ذات الفئة النقدية والتي أصدرت بين عامي 1994 إلى 2007 لكن من دون عبارة مناسبة الإصدار.                                                                                           |            |            | 200 بيزو | [ 151 ] |
| 7  | 25 أغسطس 2000  | الذكرى الخامسة والسبعون لتأسيس بنك المكسيك (25 أغسطس 1925 - 25 أغسطس 2000) | تظهر صورة إغناسيو ساراجوزا وصورة تعبر عن معركة بويبلا في وجه الورقة النقدية مع عبارة بمناسبة الإصدار، أما في ظهر الورقة التذكارية فتظهر صورة كاتدرائية بويبلا. وقد أصدرت الورقة التذكارية بأكثر من إصدار بتواقيع مختلفة، كما أن تصميم الورقة يشبه تصميم الأوراق النقدية المعتادة غير التذكارية من ذات الفئة النقدية والتي أصدرت بين عامي 1994 إلى 2008 لكن من دون عبارة مناسبة الإصدار.                                                                                   |            |            | 500 بيزو | [ 154 ] |
| 8  | 20 نوفمبر 2007 | مناسبة مرور مائة عام على الثورة المكسيكية (1910-2010)                      | ورقة نقدية من نوع بوليمر تظهر في وجهها صورة قاطرة بخارية تسحب قطارا يرتاده الثوار المكسيكيون، أما في ظهر الورقة النقدية فتظهر صورة مجموعة من الثوار، وهي في الأصل من لوحة رسمها ديفيد ألفارو سيكيروس، وقد أصدرت من الورقة النقدية أكثر من طبعة تختلف في بادئة الرقم التسلسلي وتختلف في درجات الألوان وكذلك الجزء الشفاف من الورقة النقدية الذي تظهر فيه صورة عرنوس ذرة.                                                                                                   |            |            | 100 بيزو | [ 155 ] |
| 9  | 15 سمبتمر 2008 | مناسبة مرور مائتي عام على استقلال المكسيك (1810-2010)                      | ورقة نقدية من ذات تصميم طولي تظهر في وجهها صورة ميغيل إيدالغو إي كوستيا وهو يرفع راية السيدة غوادالوبي، والرسم في الأصل لوحة رسمها خيسوس هلغيرا، أما في ظهر الورقة النقدية فتظهر صورة تمثال ملاك الاستقلال، وقد أصدرت من الورقة النقدية أكثر من طبعة تختلف في بادئة الرقم التسلسلي وتختلف في درجات الألوان. |            |            | 200 بيزو | [ 156 ] |
| 10 | 25 يناير 2016  | الذكرى المئوية لسن الدستور المكسيكي (1917-2017)                            | ورقة نقدية يظهر في وجهها صورة لويس مانويل روخاس وفينوستيانو كارانسا يؤديان القسم الرسمي، أما في ظهر الورقة النقدية فتظهر صورة اجتماع الجمعية الدستورية في قاعة جلسات المؤتمر التأسيسي في مدينة كيريتارو، وقد أصدرت من الورقة النقدية أكثر من طبعة تختلف في التواقيع وتختلف في درجات الألوان. |            |            | 100 بيزو | [ 157 ] |
| 11 | 30 يناير 2019  | الذكرى الخامسة والعشرون لاستقلالية بنك المكسيك (1994-2019)                 | ورقة نقدية يظهر في وجهها صور ناقوس وخوسيه ماريا موريلوس وميغيل إيدالغو إي كوستيا مع عبارة مناسبة الإصدار، أما في ظهر الورقة النقدية فتظهر صورة عقاب ومنظر من محمية جبل إل بيكانتي وصحراء ألتار الكبرى للتنوع الحيوي، وقد أصدرت من الورقة النقدية أكثر من طبعة تختلف في التواقيع وتختلف في درجات الألوان، وتصميم الورقة النقدية يشبه تصميم الأوراق النقدية المعتادة غير التذكارية من ذات الفئة النقدية والتي أصدرت بين عامي 2018 إلى 2022 لكن من دون عبارة مناسبة الإصدار. |            |            | 200 بيزو | [ 159 ] |
| 12 | 2021 - 2023    | الذكرى المائتين لاستقلال المكسيك (1821-2021)                               | تظهر في وجه الورقة النقدية صورة علم "جيش الضمانات الثلاثة" وعلم المكسيك وصورة تمثل الدخول السلمي والمهيب لجيش الضمانات الثلاثة إلى مدينة مكسيكو في 27 سبتمبر 1821، أما ظهر الورقة النقدية فالتصميم طولي وتظهر صورة أيكة ساحلية وتمساح مورله وطير، وهي ضمن محمية سيان كان في كينتانا رو. |            |            | 20 بيزو  | [ 160 ] |
| 13 | 6 ديسمبر 2023  | الذكرى الثلاثون لاستقلالية بنك المكسيك (1994-2024)                         | ورقة نقدية يظهر في وجهها صور ناقوس وخوسيه ماريا موريلوس وميغيل إيدالغو إي كوستيا مع عبارة مناسبة الإصدار، أما في ظهر الورقة النقدية فتظهر صورة عقاب ومنظر من محمية جبل إل بيكانتي وصحراء ألتار الكبرى للتنوع الحيوي، وقد أصدرت من الورقة النقدية أكثر من طبعة تختلف في التواقيع وتختلف في درجات الألوان، وتصميم الورقة النقدية يشبه تصميم الأوراق النقدية المعتادة غير التذكارية من ذات الفئة النقدية والتي أصدرت بين عامي 2018 إلى 2022 لكن من دون عبارة مناسبة الإصدار. |            |            | 200 بيزو | [ 161 ] |

## نيكاراغوا
أصدرت الأوراق النقدية التذكارية التالية من دولة نيكاراغوا:
| # | تاريخ الإصدار  | مناسبة الإصدار                                                | الوصف | صورة الوجه | صورة العكس | القيمة      | المصادر |
| - | -------------- | ------------------------------------------------------------- | --- | ---------- | ---------- | ----------- | ------- |
| 1 | 12 أكتوبر 1894 | الذكرى الثانية بعد الأربعمائة لاكتشاف الأمريكيتين (1492-1894) | في وجه الورقة النقدية نصوص حول الورقة النقدية وجهة إصدارها وقيمتها، أما ظهر الورقة النقدية تظهر صورة مرأة تدل على الحرية وخمسة براكين.                                                                                          |            |            | 20 سنتفافو  | [ 162 ] |
| 2 | 12 أكتوبر 1894 | الذكرى الثانية بعد الأربعمائة لاكتشاف الأمريكيتين (1492-1894) | في وجه الورقة النقدية نصوص حول الورقة النقدية وجهة إصدارها وقيمتها، أما ظهر الورقة النقدية تظهر صورة مرأة تدل على الحرية وخمسة براكين.                                                                                          |            |            | 50 سنتفافو  | [ 163 ] |
| 3 | 12 أكتوبر 1894 | الذكرى الثانية بعد الأربعمائة لاكتشاف الأمريكيتين (1492-1894) | في وجه الورقة النقدية نصوص حول الورقة النقدية وجهة إصدارها وقيمتها، أما ظهر الورقة النقدية تظهر صورة رافائيلا هيريرا وشعار وصورة شخص من السكان الأصليين.                                                                        |            |            | بيزو واحد   | [ 164 ] |
| 4 | 12 أكتوبر 1894 | الذكرى الثانية بعد الأربعمائة لاكتشاف الأمريكيتين (1492-1894) | في وجه الورقة النقدية نصوص حول الورقة النقدية وجهة إصدارها وقيمتها، أما ظهر الورقة النقدية تظهر صورة رافائيلا هيريرا وشعار وصورة نيكاراو.                                                                                       |            |            | 5 بيزو      | [ 165 ] |
| 5 | 12 أكتوبر 1894 | الذكرى الثانية بعد الأربعمائة لاكتشاف الأمريكيتين (1492-1894) | في وجه الورقة النقدية نصوص حول الورقة النقدية وجهة إصدارها وقيمتها، أما ظهر الورقة النقدية تظهر صورة شعار. |            |            | 10 بيزو     | [ 166 ] |
| 6 | 12 سبتمبر 2007 | ذكرى مرور مائة سنة على علمة كوردبا (1912-2012)                | تظهر في وجه الورقة النقدية صورة نصب روبين دارييو وشعار نيكاراغوا، أما في ظهر الورقة النقدية فتظهر صورة كاتدرائية ليون وشعار نيكاراغوا أيضا، والتصميم يشبه طبعة أخرى من ذات الورقة لكنها ليست تذكارية وتختلف في عرض شريط الأمان. |            |            | 100 كوردبا  | [ 168 ] |
| 7 | 21 أكتوبر 2009 | الذكرى الخمسون لتأسيس بنك نيكاراغوا المركزي (1960-2010)       | ورقة نقدية من نوع بوليمر ذات تصميم طولي يظهر في وجهها صورة المبنى القديم لبنك نيكاراغوا المركزي وفي ظهرها صورة لخانق سوموتو، ويمكن مشاهدة صورة شعار نيكاراغوا ووردة من جانبي ورقة البوليمر.                                     |            |            | 50 كوردبا   | [ 169 ] |
| 8 | 2016           | الذكرى المائة لوفاة روبين دارييو (1857-1916)                  | ورقة نقدية تظهر في وجهها صورة روبين دارييو ووردة، أما في ظهرها فتظهر صورة حمامة وشعار نيكاراغوا وعبارة منسوبة لروبين دارييو. |            |            | 1000 كوردبا | [ 170 ] |
| 9 | 23 أكتوبر 2019 | الذكرى الستون لتأسيس بنك نيكاراغوا المركزي (1960-2020)        | ورقة نقدية نوع بوليمر تظهر صورة مبنى بنك نيكاراغوا المركزي في وجهها مع شعار نيكاراغوا، كما يظهر شعار نيكاراغوا أيضا في ظهر الورقة النقدية مع صورة جسر في ماناغوا.                                                               |            |            | 5 كوردبا    | [ 171 ] |

## هندوراس
أصدرت الأوراق النقدية التذكارية التالية من دولة هندوراس:
| # | تاريخ الإصدار  | مناسبة الإصدار                                                                                             | الوصف | الصور          | القيمة     | المصادر |
| - | -------------- | --- | --- | -------------- | ---------- | ------- |
| 1 | 23 سبتمبر 1976 | الذكرى المئوية لحكومة ماركو أوريليو سوتو حيث شغل منصب رئيس هندوراس للفترة 27 أغسطس 1876 إلى 19 أكتوبر 1883 | ورقة نقدية يظهر في وجهها صورة ماركو أوريليو سوتو، أما في ظهر الورقة النقدية فتظهر صورة جزيرة الببر (جزيرة إل تيغره) وميناء أمابالا. وما يزال تصميم هذه الورقة النقدية مستمرا حتى آخر إصدار للورقة من ذات الفئة النقدية سنة 2022 مع اختلاف بسيط في الألوان.            | إصدار سنة 2014 | لمبيرتان   | [ 172 ] |
| 2 | 30 مارس 2000   | بمناسبة عام 2000 وكذلك الذكرى الخمسين لتأسيس بنك هندوراس المركزي الذي أسس في 1 يوليو 1950.                 | ورقة نقدية يظهر في وجهها صورة ديونيسيو دي هيريرا، أما في ظهر الورقة النقدية فتظهر صورة لنصب مع عبارات ترجمتها "هندوراس جديدة تنهض" و"تذكار سنة 2000" و"الذكرى الخمسين لتأسيس البنك هندوراس المركزي"                                                                   |                | 20 لمبيرة  | [ 174 ] |
| 3 | 24 أكتوبر 2019 | الذكرى المائتين لاستقلال هندوراس (1821-2021)                                                               | ورقة نقدية يظهر في وجهها صورة علم هندوراس وأطفال وكتاب مكتوب عليه كلمة "EDUCACION" من الإسبانية والتي تعني "التربية" أو "التعليم" وصورة مبنى حكومة مقاطعة الهندوراس الإسبانية سنة 1821، وفي ظهر الورقة النقدية تظهر صورة محمية المحيط الحيوي لريو بلاتانو وطائري أرا. |                | 200 لمبيرة | [ 175 ] |

## هايتي
أصدرت الأوراق النقدية التذكارية التالية من دولة هايتي:
| #  | تاريخ الإصدار | مناسبة الإصدار                                                           | الوصف | صورة الوجه | صورة العكس | القيمة      | المصادر |
| -- | ------------- | ------------------------------------------------------------------------ | --- | ---------- | ---------- | ----------- | ------- |
| 1  | 1903          | الذكرى المئوية لاستقلال هايتي (1804-1904)                                | ورقة نقدية يظهر في وجهها صورة جان جاك ديسالين وبيير نورد ألكسيس يتوسطهما شعار هايتي |            |            | جوردة واحدة | [ 176 ] |
| 2  | 1903          | الذكرى المئوية لاستقلال هايتي (1804-1904)                                | ورقة نقدية يظهر في وجهها صورة جان جاك ديسالين وبيير نورد ألكسيس يتوسطهما شعار هايتي بلون أسود. |            |            | جوردتان     | [ 177 ] |
| 3  | 1904          | الذكرى المئوية لاستقلال هايتي (1804-1904)                                | ورقة نقدية يظهر في وجهها صورة جان جاك ديسالين وبيير نورد ألكسيس يتوسطهما شعار هايتي بلون أسود، وظهر الورقة يغلب عليه اللون الأخضر |            |            | جوردة واحدة | [ 178 ] |
| 4  | 1904          | الذكرى المئوية لاستقلال هايتي (1804-1904)                                | ورقة نقدية يظهر في وجهها صورة جان جاك ديسالين وبيير نورد ألكسيس يتوسطهما شعار هايتي بلون أسود، وظهر الورقة يغلب عليه اللون الأحمر |            |            | جوردتان     | [ 179 ] |
| 5  | 1999          | الذكرى الخمسون بعد المائتين لتأسيس عاصمة هايتي بورت أو برانس (1749-1999) | ورقة نقدية يظهر في وجهها صورة الرئيس فلورفيل هيبوليت مع عبارة تذكارية بمناسبة الإصدار على شكل نص عمودي على يمين الشعار في منتصف الجزء العلوي من الأمام، أما في ظهرها فتظهر صورة سوق الحديد (هايتي) [خطأ: تحقق من وسيط ورمز اللغة] في بورت أو برانس، استمر إصدار هذه الطبعة في السنوات التالية حتى عام 2021. |            |            | 1000 جوردة  | [ 180 ] |
| 6  | 2001          | الذكرى المائتين لدستور هايتي (1801-2001)                                 | ورقة نقدية يظهر في وجهها صورة توسان لوفرتور مع عبارة تذكارية بمناسبة الإصدار، أما في ظهرها فتظهر صورة كتاب يدل على دستور هايتي، كما صدرت طبعة مشابهة للتصميم بنفس العام لكن بدون عبارة مناسبة الإصدار رغم أنها تحتوي أيضا أرقام تواريخ صدور الدستور وسنة الإصدار (1801-2001).                               |            |            | 20 جوردة    | [ 182 ] |
| 7  | 2004          | الذكرى المائتين لاستقلال هايتي (1804-2004)                               | ورقة نقدية يظهر في وجهها صورة سانيتي بيلير مع عبارة تذكارية بمناسبة الإصدار أعلى الورقة النقدية، أما في ظهرها فتظهر صورة قلعة أوجي (بالإنجليزية: Fort Ogé) في كايس جاكميل، استمر إصدار هذه الطبعة في السنوات التالية حتى عام 2021.                                                                          |            |            | 10 جوردة    | [ 183 ] |
| 8  | 2004          | الذكرى المائتين لاستقلال هايتي (1804-2004)                               | ورقة نقدية يظهر في وجهها صورة نيكولاس جيفرارد حاكم الجنوب مع عبارة تذكارية بمناسبة الإصدار أعلى الورقة النقدية، أما في ظهرها فتظهر صورة حصن دي بلاتون (بالفرنسية: des platons fortress) في دوسيس جنوب هايتي.                                                                                                |            |            | 25 جوردة    | [ 184 ] |
| 9  | 2004          | الذكرى المائتين لاستقلال هايتي (1804-2004)                               | ورقة نقدية يظهر في وجهها صورة فرانسوا كابوا مع عبارة تذكارية بمناسبة الإصدار أعلى الورقة النقدية، أما في ظهرها فتظهر صورة حصن جالوسييه (بالفرنسية: Fort Jalousière) في مارميلادي. استمر إصدار هذه الطبعة في السنوات التالية حتى عام 2023.                                                                   |            |            | 50 جوردة    | [ 185 ] |
| 10 | 2004          | الذكرى المائتين لاستقلال هايتي (1804-2004)                               | ورقة نقدية يظهر في وجهها صورة هنري كريستوف رئيس هايتي ثم ملك هايتي والذي حمل اسم "هنري الأول"، مع عبارة تذكارية بمناسبة الإصدار أعلى الورقة النقدية، أما في ظهرها فتظهر صورة قلعة هنري في ميلوت. استمر إصدار هذه الطبعة في السنوات التالية حتى عام 2019.                                                    |            |            | 100 جوردة   | [ 186 ] |
| 11 | 2004          | الذكرى المائتين لاستقلال هايتي (1804-2004)                               | ورقة نقدية يظهر في وجهها صورة جان جاك ديسالين أو "جاك الأول" إمبراطور هايتي، مع عبارة تذكارية بمناسبة الإصدار أعلى الورقة النقدية، أما في ظهرها فتظهر صورة قلعة في مارشاند. استمر إصدار هذه الطبعة في السنوات التالية حتى عام 2023.                                                                         |            |            | 250 جوردة   | [ 187 ] |
| 12 | 2004          | الذكرى المائتين لاستقلال هايتي (1804-2004)                               | ورقة نقدية يظهر في وجهها صورة ألكسندر بيتيون رئيس جنوب هايتي، مع عبارة تذكارية بمناسبة الإصدار أعلى الورقة النقدية، أما في ظهرها فتظهر صورة قلعة جاك في فيرمات. استمر إصدار هذه الطبعة في السنوات التالية حتى عام 2021 مع اختلاف في درجات الألوان.                                                          |            |            | 500 جوردة   | [ 188 ] |
| 13 | 2013          | الذكرى المائتين لاستقلال هايتي (1804-2004)                               | ورقة نقدية من نوع بوليمر يظهر في وجهها صورة سانيتي بيلير مع عبارة تذكارية بمناسبة الإصدار أعلى الورقة النقدية، أما في ظهرها فتظهر صورة قلعة أوجي (بالإنجليزية: Fort Ogé) في كايس جاكميل، استمر إصدار هذه الطبعة في السنوات التالية حتى عام 2021.                                                            |            |            | 10 جوردة    | [ 189 ] |

## الولايات المتحدة الأمريكية
لم تصدر أية من الأوراق النقدية التذكارية الرسمية من الولايات المتحدة الأمريكية.

## الأوراق التذكارية لعملة دولار شرق الكاريبي
دولار شرق الكاريبي (رمز العملة xcd) هي العملة المستخدمة من ثماني من الدول التسع الأعضاء في منظمة دول شرق البحر الكاريبي، وقد أصدرت الورقتان النقديتان التذكاريان التاليتان من هذه العملة:
| # | تاريخ الإصدار | مناسبة الإصدار                                                 | الوصف | صورة الوجه | صورة العكس | القيمة    | المصادر |
| - | ------------- | -------------------------------------------------------------- | --- | ---------- | ---------- | --------- | ------- |
| 1 | 2023          | الذكرى الأربعون لتأسيس البنك المركزي لشرق الكاريبي (1983-2023) | ورقة بوليمر بألوان براقة ذات تصميم طولي وفيها جزء شفاف ذات يظهر في وجهها صورة لاعب الكريكيت سير إسحاق فيفيان ألكسندر ريتشاردز حاملا مضرب كريكيت وكذلك صورة مبنى البنك المركزي لشرق الكاريبي في باستير عاصمة دولة سانت كيتس ونيفيس، وصور سلاحف بحرية وأسماك وقوقعة ورقم "40"، أما في ظهر الورقة النقدية فتظهر صور أسماك ومرجان وسلاحف وخريطة جزر الأنتيل الصغرى، علما أن صور السلاحف والأسماك تظهر من جانبي الورقة النقدية. |            |            | دولارين   | [ 190 ] |
| 2 | 2024          | الذكرى الخمسون لاستقلال غرينادا                                | ورقة بوليمر بألوان براقة ذات تصميم طولي وفيها جزء شفاف ذات يظهر في وجهها صورة إريك غيري أول رئيس وزراء لغرينادا، وكذلك صورة العداء الأولمبي كيراني جيمس الذي أول فاز بأول ميدالية رياضية أولمبية (وكانت ذهبية) في تاريخ غرينادا وكذلك صورة ظلية لرجل وامرأة وطفل واقفين؛ وكذلك خريطة غرينادا وصورة فرع من شجرة جوزة الطيب؛ وكذلك في الأسفل صورة طائرة ركاب نفاثة في مطار موريس بيشوب الدولي، أما في ظهر الورقة النقدية فتظهر صور موريس بيشوب الذي كان رئيس الوزراء الثاني لغرينادا، وكذلك صورة امرأة تغني مع ثلاثة رجال يقرعون الطبول وفي الأسفل صورة لمدينة سانت جورجز، علما أن صورة فرع وأوراق شجرة جوزة الطيب تظهر من جانبي الورقة النقدية. |            |            | 50 دولارا | [ 191 ] |